# Górnik Murcki
Górnik Murcki – klub sportowy z Katowic, dzielnicy Murcki. Założony między 1921 a 1925 rokiem (istniał także pod nazwą RKS Murcki). Jako osobny klub przestał istnieć w 1977 roku. Z połączenia klubów Górnika Kostuchna i Górnika Murcki powstał „Klub Sportowy Murcki-Kostuchna Górnik Katowice” KS MK Górnik Katowice.

## Historia klubu
Przed II wojną światową sekcja piłki nożnej Górnika Murcki grała w klasie C (odpowiednik dzisiejszej III ligi). Nazwiska zawodników grających przed II wojną światową: Michalczyk, Żymła, Jarosz, Ciepły, Szlachcic, bracia Karol Hubert Jerzy Sorkowie, Rozmusowie, Wołowski, Borowski
Po II wojnie światowej klub posiadał takie sekcje: piłka nożna, hokej, rugby, piłka ręczna, saneczkarstwo, strzelectwo. Boisko piłkarskie w Murckach stało niedaleko Prewentorium (do roku 1977, dzisiejsze tereny kortów tenisowych), lodowisko naturalne w parku miejskim. Największe sukcesy odnosiła sekcja hokeja na lodzie i piłki ręcznej. 

## Sekcja rugby
Sekcja rugby istniała w latach 1955–1957. Powstała jako pierwsza w Polsce po II wojnie światowej. Jej twórcą był zawodnik przedwojennej drużyny w Poznaniu - Franciszek Liszka.

## Sekcja piłki ręcznej
Sekcja piłki ręcznej powstała w 1962 roku. Jej największym sukcesem był awans do II ligi oraz występ w ćwirćfinale Pucharu Polski. W drodze do tego ćwierfinału drużyna MK Górnik Katowice wyeliminowała dwie pierwszoligowe drużyny Pogoń Zabrze oraz Olimpia Piekary Śląskie.

## Sekcja saneczkarstwa
Zawodowa sekcja saneczkarstwa, podobnie jak sekcja rugby, istniała bardzo krótko w latach 60. Murcki miały swój naturalny tor saneczkowy - nieistniejący tor saneczkowy znajdował się w dzisiejszym rejonie Rezerwatu Przyrody, na wzgórzu Wandy.

## Sekcja strzelectwa sportowego
Obiekt - strzelnicę kulową w Murckach wybudowano w 1970 roku. Oficjalne otwarcie, oraz 1 zawody nastąpiło w 1971 roku. Sekcja działa do dziś i jako jedyna może pochwalić się dziś sukcesami.